# Булгаков Михайло Опанасович
Миха́йло Опана́сович Булга́ков (рос. Михаил Афанасьевич Булгаков; 3 (15) травня 1891, Київ, Російська імперія — 10 березня 1940, Москва, РРФСР, СРСР) — російський письменник, драматург, лібретист, театральний режисер, актор і лікар. Автор романів та п'єс. Член Всеросійського союзу письменників (1923–1929) та спілки письменників СРСР (1934–1940).
Серед найвизначніших творів Булгакова: «Майстер і Маргарита», «Собаче серце», «Біла гвардія», «Іван Васильович» (основа фільму «Іван Васильович змінює професію»). Символ російської імперської політики за версією УІНП.

## Біографія

### Перші роки
Михайло Опанасович Булгаков народився в ніч з 2 (14) травня на 3 (15) травня 1891 року на вулиці Воздвиженській, № 10 в Києві.
Його батько Опанас Булгаков обіймав посади екстраординарного професора Київської духовної академії та київського окремого цензора; мати Варвара Михайлівна Булгакова (до шлюбу Покровська) була домогосоподаркою, донькою православного священника. Мати прищепила Михайлу любов до музики та літератури. Булгакови були сім'єю російської провінційної інтелігенції, вихідцями з Орловської губернії. Михайло став першою дитиною Опанаса та Варвари.
У Києві сім'я Булгакових жила на вулиці Воздвиженській, де 18 (30) травня того ж року малого Михайла охрестив у Хрестовоздвиженській церкві священник Матвій Бутовський. Михайлом майбутнього письменника назвали на честь покровителя Києва та усієї України, архістратига Михаїла. Хрещеними батьками хлопчика стали історик Микола Іванович Петров і бабуся по батьківській лінії, Олімпіада Булгакова. 17 (29) травня 1892 року сім'я переїхала на вулицю Госпітальну, № 4. Того ж року в сім'ї народилася дівчинка — Віра. У червні — липні мати Михайла, Варвара Михайлівна, вперше поїхала із сином до своїх батьків у місто Карачев. 1895 року в сім'ї Булгакових народилося ще дві дитини — Надія та Варвара. 20 серпня (1 вересня) року Булгакови переїхали на Печерськ, у Кудрявський провулок, № 9, де поселилися у будинку доньки Миколи Петрова. За цією адресою Булгакови прожили близько восьми років. Там майбутній класик російської літератури у жовтні 1898 року написав свій перший твір, що мав назву «Похождения Светланы». Однак текст цього оповідання не зберігся до наших днів. Того ж року в сім'ї народилася п'ята дитина, брат Михайла Микола.
У ті часи родина Булгакових винаймала дачу в передмісті Києва, у Святошині, що її нарадив Опанасу Івановичу його колега, професор Василь Екземплярський. Опанас Булгаков зі сім'єю винайняв цю дачу на ціле літо, проте в березні 1900 року, мавши проблеми з орендою житла, Опанас Іванович купив ділянку землі у селищі Буча, 29 верст від Києва. Там Булгакови розпочали будівництво власної дачі, незважаючи на те, що не мали власного будинку в Києві. На той час ділянка знаходилася на Васильківському проспекті Бучі. Там Михайло писав репризи для домашніх спектаклів. Того ж року у Варвари та Опанаса народився третій син, Іван, а ще через два роки четверта дочка — Олена. А вже 18 (31) серпня 1900 року 9-річного Михайла було прийнято у підготовчий клас Другої Київської гімназії, регентом якої був дядько юнака С. І. Булгаков.

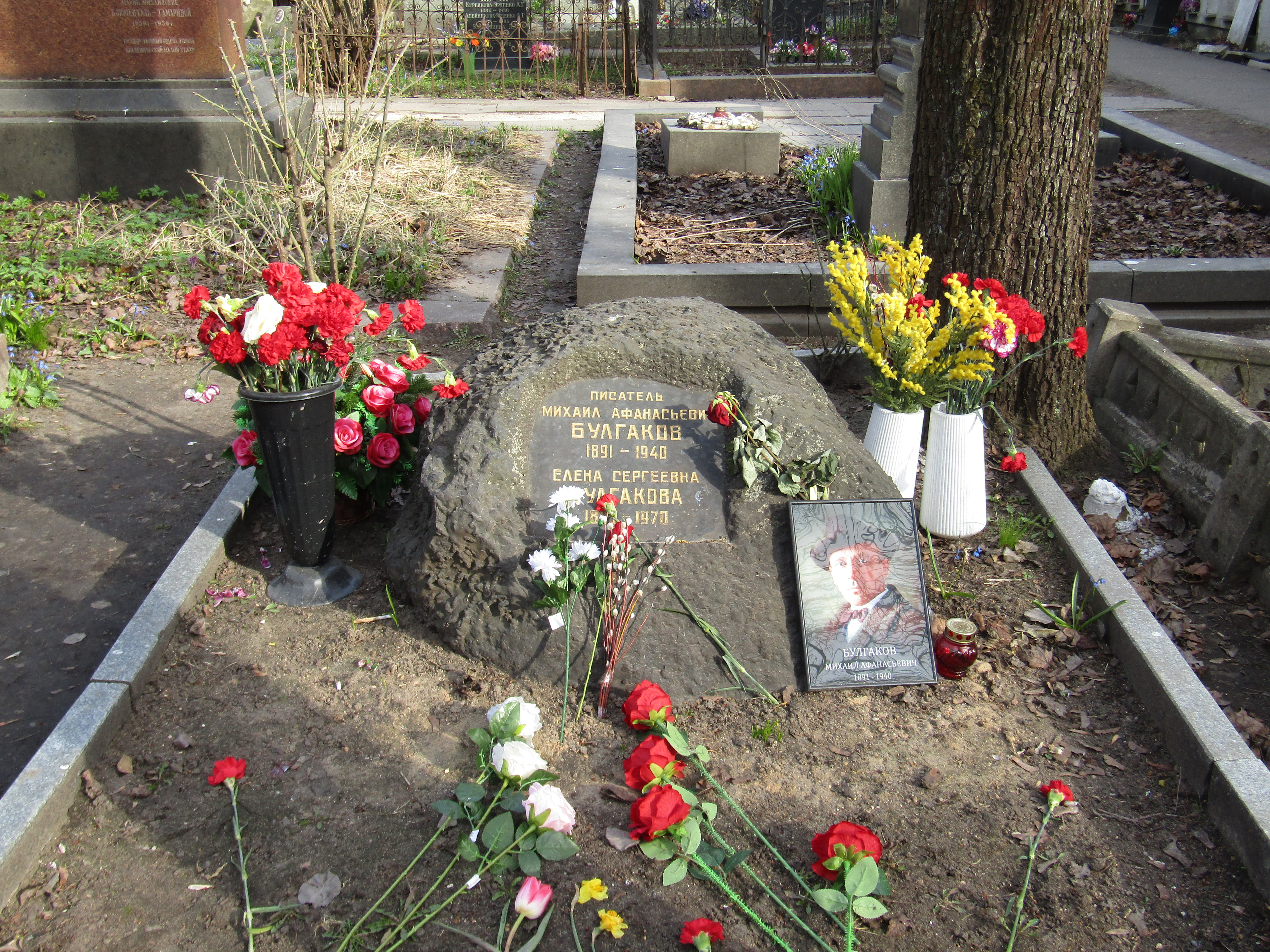
Булгаков-молодший у часи навчання в гімназії.

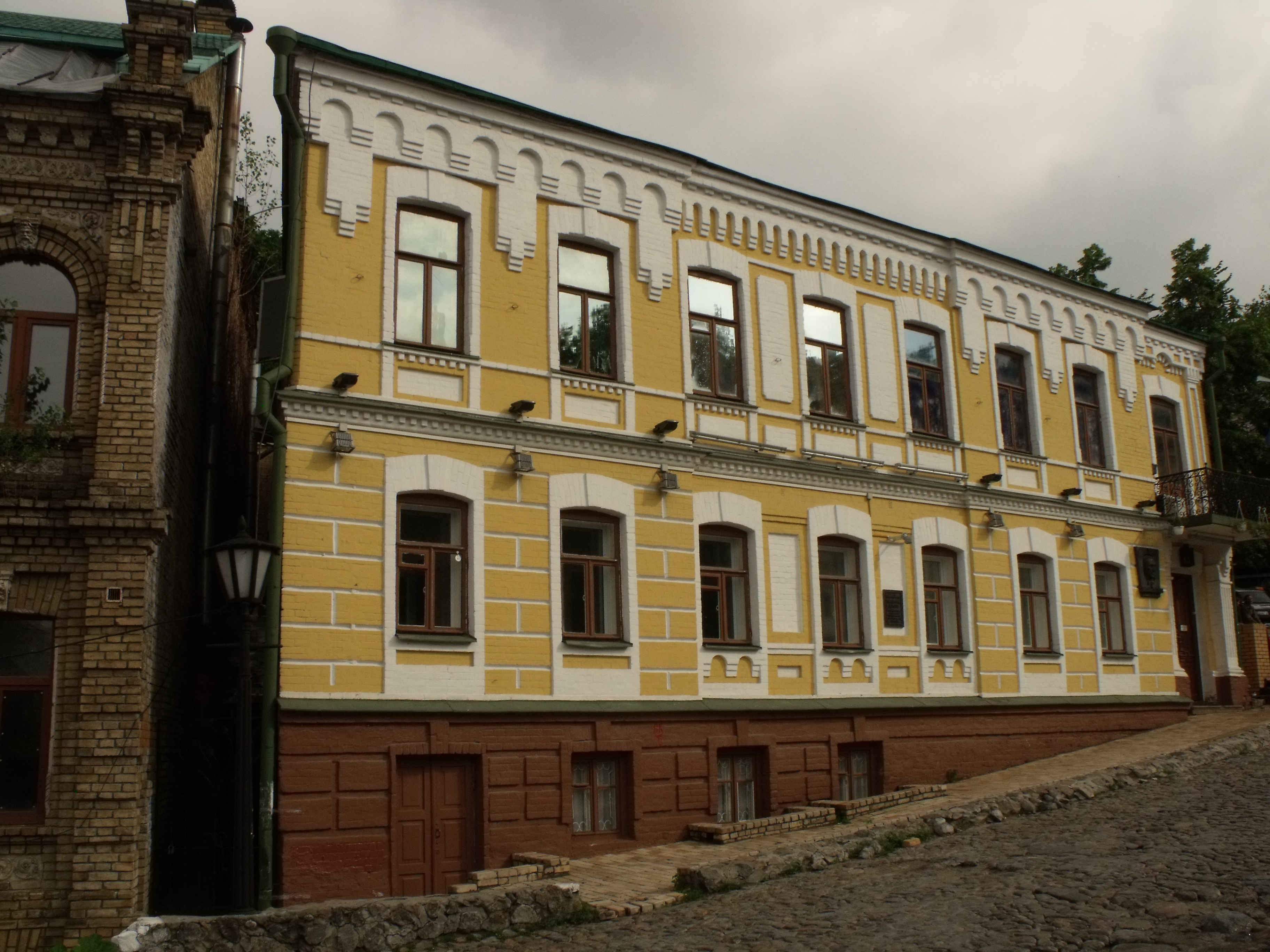
Дім Листовничого на Андріївському узвозі 13, де з 1906 року жили Булгакови; цей будинок відомий також під назвами дім Турбіних, дім Булгакова

Уже через рік, 22 серпня (4 вересня) 1901 року, Михайло Опанасович вступив до першого класу другого відділення Олександрівської класичної гімназії. У гімназійні роки Михайло продовжував розвивати свої мистецькі таланти. Отак, зокрема, у січні 1903 року на благодійному спектаклі „Принцесса Горошина“, який поставила його мати, він зіграв одразу дві ролі. У березні 1903 року Булгакови переїхали на вулицю Волоську, № 5, а влітку того ж року Михайло закінчив з нагородою другий клас гімназії. Через рік, у березні 1904 року, сім'я перебралася на вулицю Прозоровську, а ще через два роки — у Діонісьєвський провулок (нині Бехтеревський), № 4; у серпні того ж року вони винайняли сім кімнат другого поверху на Андріївському узвозі, № 13. За час цих переїздів Михайло Булгаков закінчив шість класів гімназії, причому третій клас — з нагородою другого ступеня, а шостий — з нагородою першого ступеня.
8 (21) лютого 1907 року Булгаков-старший став ординарним професором кафедри історії західних віросповідань. Однак через кілька тижнів, 14 (27) березня, Опанас Іванович помер від нефросклерозу, який призвів до хронічної ниркової недостатності. Смерть батька все ж не завадила молодому Булгакову отримати гарну освіту. Він закінчив гімназію, де зазвичай навчалися діти з сімей російської інтелігенції. Рівень викладання був там доволі високий, зважаючи на те, що у гімназії іноді викладали університетські педагоги. Влітку 1908 року, будучи на останньому курсі гімназії, Булгаков-молодший підробляв на залізниці, у напрямку Бучі, і водночас ще й репетирував. У Бучі виконував ролі у спектаклях Антона Чехова „По бабушкиному завещанию“, „Спиритический сеанс“, „Юбилей“, „Предложение“. Тоді ж він познайомився зі своєю майбутньою дружиною, Тетяною Михайлівною Лаппа, яка приїхала у Київ на канікули. У травні 1909 року Булгаков завершив навчання у Першій Київській гімназії і 8 червня отримав атестат зрілості.

### Студентські роки
21 серпня (3 вересня) 1909 року (за іншими даними 20 серпня (2 вересня)) Михайло Булгаков вступив на медичний факультет Київського імператорського університету Святого Володимира. Успішно склавши іспити після закінчення програми навчання на першому курсі, влітку Булгаков узяв участь у кількох любительських виставах на дачі Семенцових і Попперів у літньому театрі Бучі, а саме: „На рейках“, „Разлука та же наука“, „Коломбина“. Улітку 1911 року подруга Михайла Тетяна Лаппа, після закінчення гімназії, переїхала з Саратова до Києва, де згодом вступила на Вищі жіночі курси. Того ж року, восени, Михайло залишився на другий рік на другому курсі медичного факультету університету. Уже 10 (23) вересня 1912 року він подав прохання ректорові університету про його залишення ще на один рік на другому курсі через неуспішність внаслідок хвороби. Булгакову було вручено повістку про призов для виконання військового обов'язку ратником ополчення 2-го розряду, однак уже 24 березня (6 квітня) 1913 року Михайло отримав офіційний дозвіл від Міністерства народної просвіти Російської імперії на повторну освіту на другому курсі. Після успішного складення у весняну сесію двох іспитів, з анатомії та гістології, Булгаков перевівся на третій курс.
26 квітня (9 травня) у церкві Миколи Доброго отець Олександр Глаголєв здійснив вінчання Михайла та Тетяни. Поручителями молодят стали Б. Богданов, Платон і Олександр Гдешинські, К. Булгаков. Наречена була дочкою голови Саратовської казенної палати. Сім'я Лаппів, на відміну від Булгакових, була дворянами у багатьох поколіннях. Після весілля молоде подруж спочатку оселилося у квартирі, яку вони винаймали на Рейтарській вулиці, № 25, а згодом на Андріївському узвозі, № 38. На той час Київ був одним з театральних центрів країни і Булгакови, як і інші кияни, ходили на театральні прем'єри, на концерти Федора Шаляпіна та інших виконавців, що приїжджали до Києва.

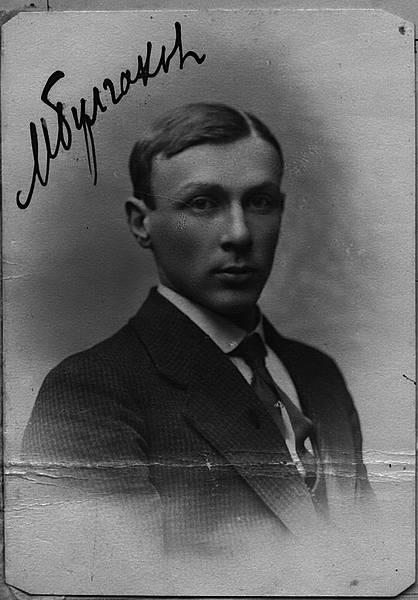
Фотографія з особистої справи студента Імператорського університета Святого Володимира, 1916 р.

1914 року почалася Перша світова війна. У серпні того року Михайло працював у шпиталі при Казенній палаті у Саратові, що його сам і допоміг заснувати. На початку осені, повернувшись до Києва, розпочав навчання на третьому курсі університету. Тетяна на той час почала працювати в шпиталі, а її чоловік, як старшокурсник, чергував у лазареті Червоного Хреста. Навесні 1915 року у Київському імператорському університеті розпочалась призовна кампанія і Михайло зголосився піти на службу до Морського відомства як військовий лікар. Однак його так і не мобілізували, за станом здоров'я. Після семестрових іспитів на четвертому курсі він отримав звання зауряд-лікаря 2-го розряду і з 18 (31) травня, з дозволу ректора університету, почав працювати у Київському військовому шпиталі на Печерську. Улітку Булгаков знову став працювати в лазареті Червоного Хреста, а вже 22 грудня 1915 (4 січня 1916) року закінчив останній, п'ятий, курс Київського університету і здобув звання зауряд-лікаря 1-го розряду. Після успішного складення випускних іспитів у період 10 (23) лютого — 30 березня (11 квітня) навчання на медичному факультеті університету було завершено, і Булгаков отримав ступінь лікаря з відзнакою.

### Повоєнний час та Громадянська війна

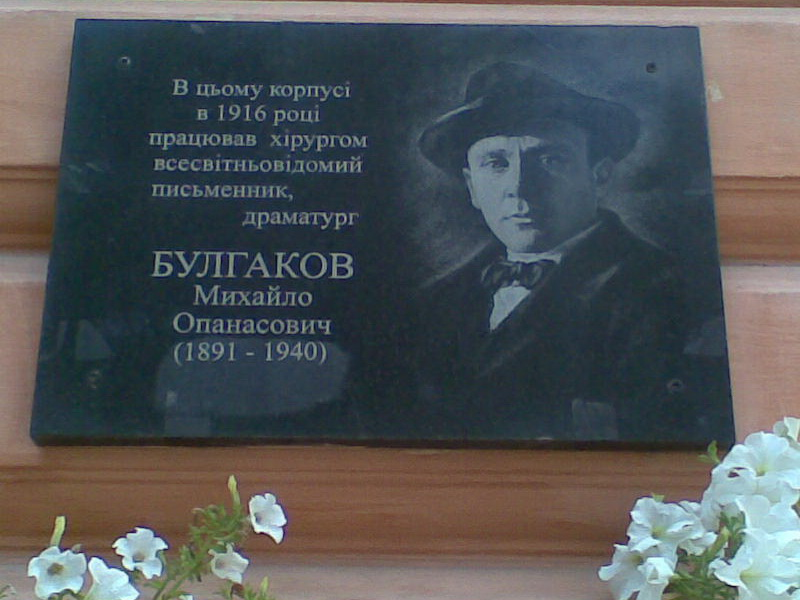
Меморіальна дошка, встановлена у обласній лікарні у м. Чернівці, на честь М О Булгакова, що працював там хірургом під час 1 Світової війни (демонтовано)

Після завершення навчання у квітні 1916 року Булгаков працював медичним добровольцем на Південно-Західному фронті, у польовому шпиталі Червоного Хреста в Кам'янці-Подільському. У травні — червні 1916 року австрійський фронт було прорвано арміями генерала Олексія Брусилова. Через це в період з червня до вересня Булгаков працював у Чернівцях, де став хірургом. У тій війні російська армія зазнавала великих втрат, тому Булгаков був майже постійно зайнятий роботою. 16 (29) липня Михайла Булгакова зарахували до резерву Московського окружного воєнно-санітарного управління ратником ополчення 2-го розряду. 29 вересня (12 жовтня) 1916 (за іншими даними 27 вересня (10 жовтня)) року Михайла Булгакова відкликали з фронту та послали управляти земською Нікольською сільською лікарнею у Сичьовському повіті, Смоленської губернії. Згідно з документами, за якими працював Михайло, за роки праці у Нікольській лікарні він прийняв більше 15-ти тисяч хворих й успішно виконав багато хірургічних операцій.
На початку 1917 року сталася Лютнева революція, що ознаменувала падіння монархії та Російської імперії. Булгаков про неї дізнався наприкінці лютого — на початку березня того ж року, після чого, забравши в університеті всі документи, які не встиг взяти у квітні 1916 року, повернувся у Нікольське. Того ж року, влітку, Михайло почав регулярно вживати морфій після того, як був змушений зробити собі щеплення від дифтерії, якою, як він гадав, захворів після проведення трахеотомії хворій дитині. Булгаков намагався позбутися сверблячки за допомогою наркотичної речовини, проте з часом приймання морфію стало згубною звичкою. Восени Булгакова призначено завідувачем інфекційного та венерологічного відділення міської земської лікарні у Вязьмі. Тоді ж майбутній письменник розпочав роботу над циклом автобіографічних оповідань про медичну практику у Нікольській лікарні. Вже наприкінці року більшовики здійснили Жовтневий переворот, наслідком якого стало падіння Російської республіки. Булгаков на той час був ратником ополчення та працював земським лікарем, як військовозобов'язаний. У грудні 1917 року Михайло Опанасович намагався звільнитися з військової служби і спеціально для цього поїхав до Москви просити про демобілізацію, однак отримав там відмову.
Через кілька місяців, 19 лютого, земського лікаря було звільнено з військової служби через хворобу, і 1 березня Михайло повернувся до Києва, у батьківський дім на Андріївському узвозі, де за допомогою свого вітчима, Івана Павловича Воскресенського, позбувся згубної залежності від морфіну та розпочав практику лікаря-венеролога. Українську столицю на той час займали німецькі війська. Під час наступних Громадянської війни та Радянсько-української війни у місті раз-по-раз змінювалася влада, а що Булгаков був лікарем, то його мобілізовували до різних армій. 14 грудня у Київ увійшли війська Директорії Української Народної Республіки. У той день лікар, у складі офіцерської дружини, намагався захистити уряд гетьмана Павла Скоропадського. За спогадами Михайла Опанасовича, записаними професором Павлом Поповим:
|   | ...був на вулицях міста. Пережив близьке того, що є в романі... Оригінальний текст (рос.) ...был на улицах города. Пережил близкое тому, что имеется в романе... |
| — | |

У ніч з 2 на 3 лютого 1919 року Булгакова мобілізували до армії УНР, звідки він дезертував. До цього він служив силам Гетьманату, щоб воювати проти Директорії. Ось як його дезертирство описувала у спогадах його тодішня дружина Тетяна: „Він потім розповів, що якось трішки відстав, потім ще трішки, за стовп, за інший й кинувся в провулок тікати. Так біг, так серце билося, думав інфаркт буде“.
Від липня до серпня переховувався в київських лісах, через більшовицьку мобілізацію лікарів.
Уже 12 вересня Михайла Булгакова мобілізували до лав білої армії. Існує версія, що наприкінці серпня того ж року лікаря все ж мобілізували до лав Червоної Армії, з якою він покинув місто до 14—16 жовтня, коли у перебігу боїв на вулицях Києва або перейшов до лав Збройних Сил Півдня Росії, або ж потрапив у полон до них. У лавах „білих“ він став начальником санітарного околотка 3-го Терського козачого полку (за іншими даними 3-го Терського кінного полку). Приблизно у той же час письменник-початківець розпочав роботу над циклом „Наброски земского врача“ (ранню редакцію циклу оповідань „Записки юного врача“) та оповіданнями „Недуг“ і „Первый цвет“. Брав участь у бойових діях на Північному Кавказі проти повсталих гірських племен. Зокрема брав участь в бойових діях проти Чечні, пізніше цим подіям присвятив своє перше оповідання «Незвичайні пригоди доктора». Восени 1919 року Булгаков перебував у Грозному, зайнятому на той момент денікінською армією. Там же в газеті «Грозный» виходить перша стаття Булгакова «Грядущие перспективы», цей фейлетон за своїм змістом був різко антирадянським. Під час війни рівень життя населення значно погіршився. Воєнні дії позначилися також і на сім'ї Булгакових. Зокрема, взимку 1918 року спалили їхню дачу у Бучі.

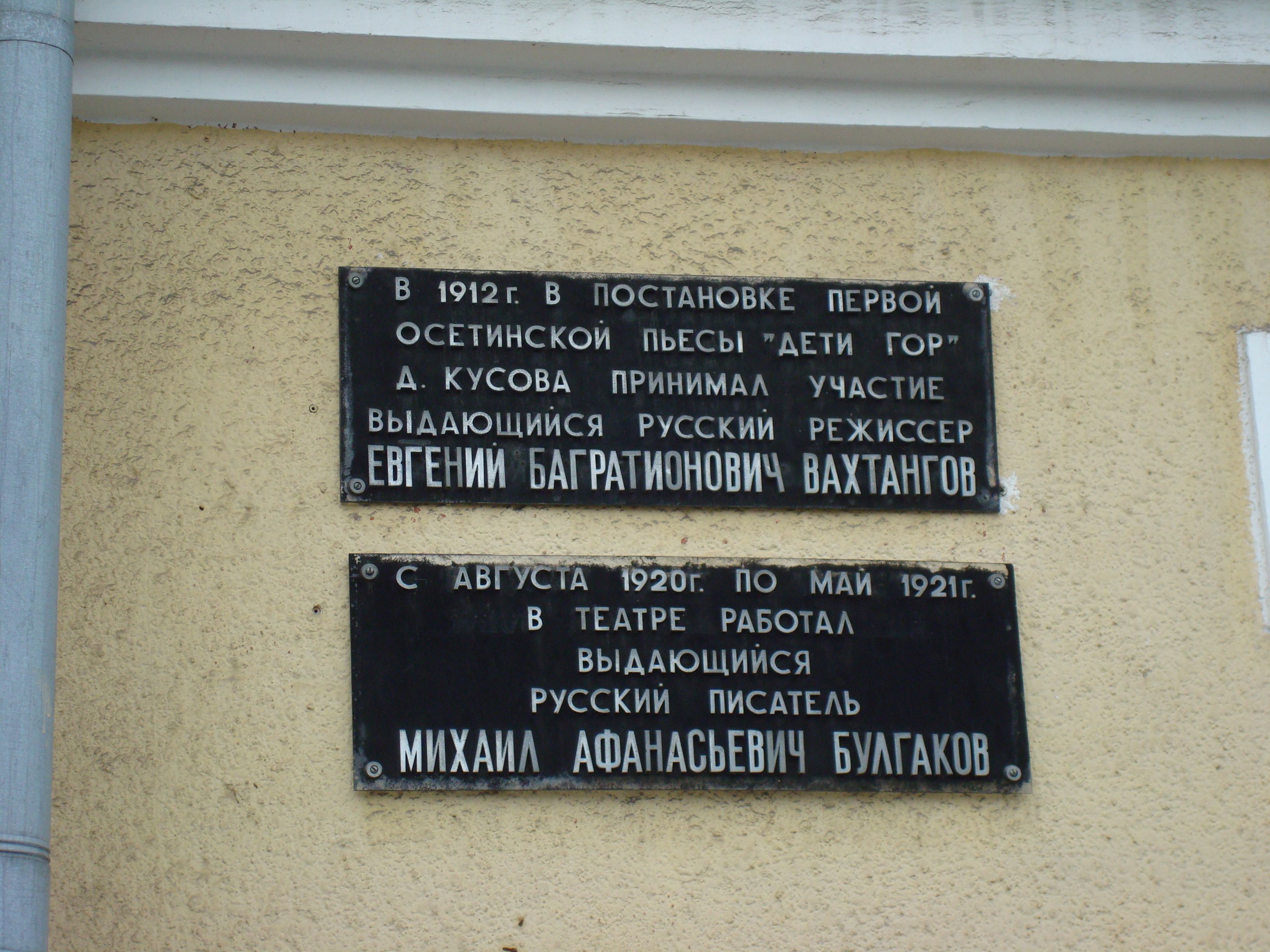
Меморіальна дошка на будівлі театру у Владикавказі, де Булгаков працював з серпня 1920 року до травня 1921 року.

### Початок письменницької діяльності
Відповідно до автобіографії письменника від 1924 року, свою літературну кар'єру він розпочав восени 1919 року, написавши кілька оповідань. Однак сестра прозаїка Надія Земська згадувала, що своє перше оповідання „Огненный змей“ її брат написав ще на першому курсі університету.
Наприкінці жовтня 1919 року Михайло Булгаков разом із 3-м Терським полком переїхав на Північний Кавказ, де у листопаді в складі полку узяв участь у поході на Чечен-аул і Шалі-аул, метою якого було знищення Республіки Горців Кавказу. Там же відбулася і перша публікація фейлетону „Грядущие перспективы“ у газеті „Грозный“ 26 листопада 1919 року. Наприкінці листопада Михайло Опанасович переїхав у місто Владикавказ, що у Північній Осетії, де розпочав роботу у військовому шпиталі, а поселився, разом з дружиною, на вулиці Слєпцовській, № 9. Згодом він, за власними словами, назавжди припинив медичну діяльність і натомість почав працювати у деяких місцевих газетах. Перехід Булгакова від медицини до літератури був багато в чому зумовлений небажанням брати участь у Громадянській війні. Деякі літературознавці оцінюють цей період роботи Булгакова як початковий. Через брак грошей він писав тоді прості твори, які слугували пропагандою радянської влади. Однак вважають, що саме період у Владикавказі дав основу для написання повісті «Записки на манжетах».
18 січня 1920 року було опубліковано фейлетон „В кафе“, а через місяць ще один твір — „Дань восхищения“. 28 лютого у Владикавказі вийшов перший номер щотижневої газети „Кавказ“, серед авторів якої значився і Михайло Опанасович. „Білі“ відступили з Владикавказа, а в лютому того ж року журналіст захворів на поворотний тиф і хворів на нього до початку квітня 1920 року, коли місто зайняли більшовики з їхньою Червоною Армією. Почав співпрацювати з новою владою, у підвідділі мистецтв місцевого революційного комітету, яким тоді завідував Юрій Сльозкін. Спочатку Михайло Опанасович був завідувачем літературного відділу цього підвідділу мистецтв, а з кінця травня очолив театральний відділ. Працюючи на „червоних“, Булгаков одночасно читав лекції перед спектаклями оперної та драматичної труп місцевого російського театру (нині Владикавказький академічний російський театр імені Є. Б. Вахтангова). Саме тоді він написав свою першу п'єсу „Самооборона“, прем'єра якої відбулася 4 червня на сцені Першого Радянського театру Владикавказа. У ті часи Булгаков брав активну участь у розвитку більшовицької "культури": для Першого Радянського театру він писав п'єси, які ставили осетинська та інгуська театральні трупи, 1 липня того ж року виступив з доповіддю на диспуті про Олександра Пушкіна, викладав у Народній драматичній студії, а наприкінці літа написав п'єсу „Братья Турбины (Пробил час)“, прем'єра якої відбулася 21 жовтня у тому ж театрі. А проте через тиждень підвідділ мистецтв піддала великій критиці Комісія, завданням якої було оцінити діяльність цієї установи. Вислідом роботи комісії стало звільнення з роботи Михайла Булгакова, Юрія Сльозкіна та ще двох співробітників. Після звільнення, наприкінці 1920 року, письменник працював над комедією „Глиняные женихи (Вероломный папаша)“, яку, проте, так ніколи і не було поставлено на сцені.
На початку 1921 року, наприкінці січня — на початку лютого, за десять днів письменник написав п'єсу „Парижские коммунары“, яку прийняли до постановки у місцевому театрі. У той же час він надіслав три п'єси, „Самооборона“, „Братья Турбины“ і „Парижские коммунары“ у Москву на конкурс у Майстерню комуністичної драматургії, але безрезультатно. Водночас Булгаков працював над романом, який писав на основі оповідання „Недуг“. Уже в середині березня у Першому радянському театрі відбулася прем'єра п'єси „Парижские коммунары“. 1 квітня він опублікував у владикавказькій газеті „Комуніст“ фейлетон „Неделя просвещения“. Наприкінці квітня — на початку травня разом з калмицьким юристом Туаджином Пейзулаєвим написав п'єсу „Сыновья муллы“. 15 травня у Владикавказі відкрився Горський народний художній інститут, куди Булгакова запросили на посаду декана театрального факультету. Того ж місяця відбулася прем'єра „Сыновья муллы“ на сцені Першого радянського театру у виконанні акторів-аматорів.
У травні того ж року Михайло отримав достатню суму грошей за поставлену останню п'єсу, якої вистачило для переїзду у грузинське місто Тифліс (нині Тбілісі), через Баку. Там письменник теж намагався поставити свої п'єси. Під час свого перебування у Тифлісі, а згодом в іншому грузинському місті — Батумі, Булгаков мав змогу емігрувати, як це зробили багато представників російської інтелігенції у ті часи. Тоді з Батумі до Стамбула регулярно ходили пароплави. А все ж письменник постановив, що повинен залишитися на батьківщині. Саме тому після короткої зупинки 17 вересня у Києві, куди він потрапив проїздом через Одесу, вночі 28 вересня 1921 року класик переїхав до столиці радянської Росії — Москви. Дорогою, 24 вересня, Булгаков почав писати сценарій за романом Льва Толстого Війна і мир.

### Життя в Москві

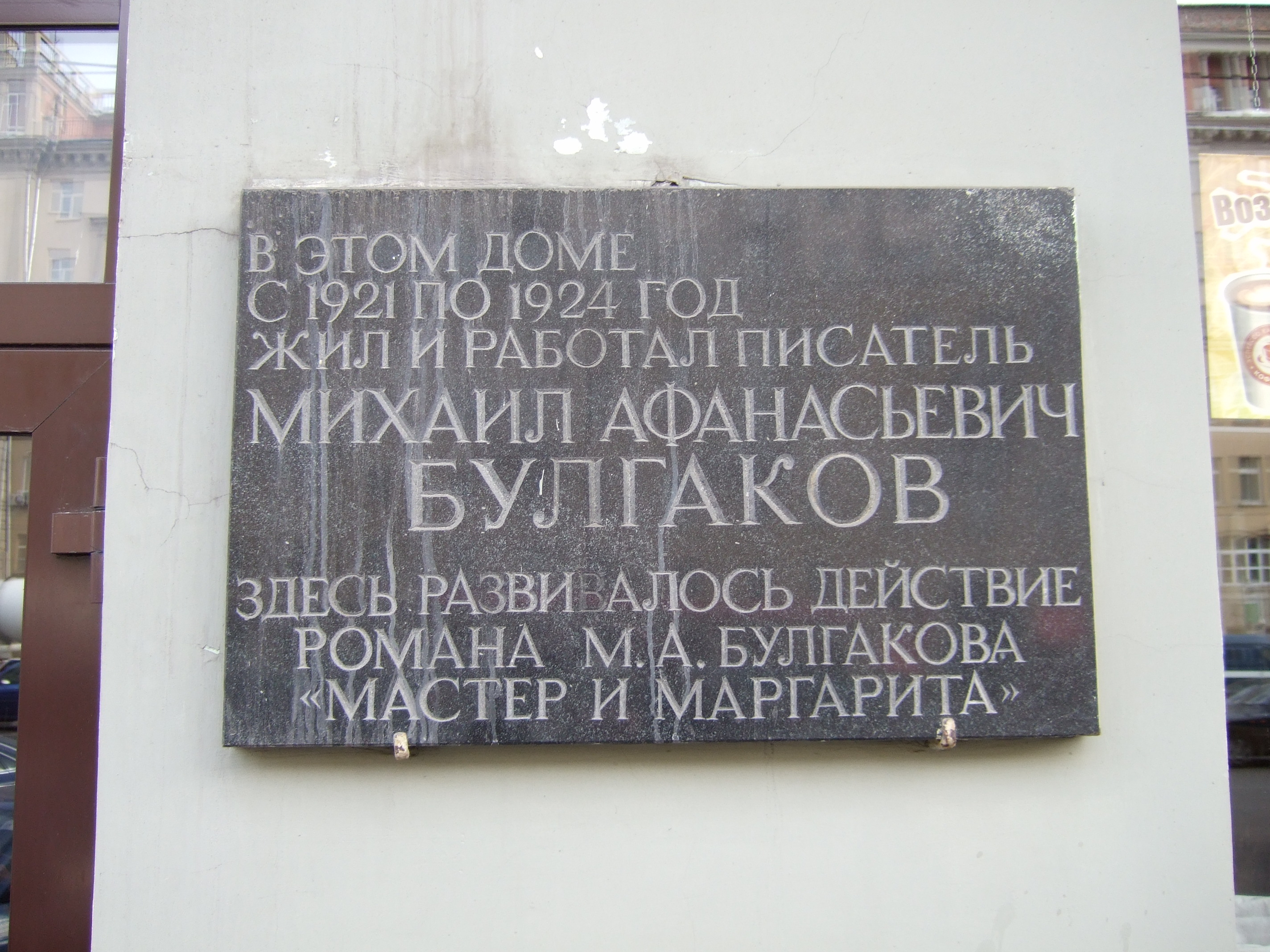
Меморіальна дошка на будівлі, де жив М.Булгаков з 1921 року по 1924 рік.

Дружина Булгакова, Тетяна Лаппа, приїхала у столицю раніше, і після приїзду чоловіка сім'я поселилася у Тихомировському студентському гуртожитку Першого медичного інституту. Після переїзду до Москви його творчість разюче змінилася, твори здебільшого стосувалися саме цього міста, тому Булгакова називають одним з найбільш „московських“ письменників. Наприкінці вересня Булгакови переїхали у квартиру при дитячому садку „Золотая рыбка“ у Воротніковському провулку, № 1 до родичів чоловіка сестри Булгакова, Надії, Андрія Михайловича Земського. 1 жовтня Михайло Булгаков почав працювати секретарем літературного відділу Головного політико-просвітницького комітету Республіки, зокрема займався протоколюванням засідань, написанням лозунгів про допомогу голодуючим Поволжя, випускав поетичні збірки класиків тощо. Згодом Булгакови переїхали у кімнату Андрія Земського на Великій Садовій вулиці. У цей період написав фейлетони „Евгений Онегин“ і „Муза мести“ про поета Миколу Некрасова, проте за життя письменника ці твори опубліковані не були. Тоді ж Булгаков задумав написати історичну драму про Миколу II та Григорія Распутіна. Однак уже 1 грудня, у зв'язку з розформуванням відділу, де він працював, письменника звільнили. Майже відразу почав працювати завідувачем хроніки щотижневої газети „Торгово-промышленный вестник“. Наступного 1922 року написав фейлетон „Торговый ренессанс“.
У період НЕПу він намагався публікуватися у приватних газетах, але вони дуже швидко банкрутували. А в середині січня 1922 року закрилася газета „Торгово-промышленный вестник“. 1 лютого померла мати Булгакова. 4 лютого ветеран Першої світової війни вперше опублікував свій твір у московській пресі. Тоді ж газета „Правда“ опублікувала його репортаж „Эмигрантская портняжная фабрика“. У лютому — березні письменник працював завідувачем видавничої частини Військово-редакційної ради Науково-технічного комітету Інституту інженерів Червоного Повітряного Флоту імені М. Є. Жуковського. Брак грошей навіть привів його на якийсь у трупу бродячих акторів.
|                                                      | Триває найчорніший період мого життя. Ми з дружиною голодуємо… Оббігав усю Москву — немає місця. Валянки розсипалися. Оригінальний текст (рос.) Идет самый черный период моей жизни. Мы с женой голодаем… Обегал всю Москву — нет места. Валенки рассыпались. |
| — Запис Булгакова у щоденнику від 9 лютого 1922 року | |

Письменник та його родина важко переживали перші роки становлення більшовицької влади. Однак чим далі, тим жити ставало легше. З весни 1922 року Булгаков регулярно публікувався у різних газетах і журналах. Зокрема, у німецькій газеті «Накануне» з Берліна, яку видавали російські емігранти, у московських газетах „Рабочий“, де з 1 березня і до грудня опублікував 29 репортажів і статей під псевдонімами — М. Б., Булл., М.Булл., Михаил Булл. тощо, і „Гудок“, де працював до 1926 року й опублікував понад 120-ти репортажів, нарисів, фейлетонів тощо. Приблизно у той же час письменник написав оповідання „Необыкновенные приключения доктора“. 20 квітня 1923 року Михайло став членом Всеросійської спілки письменників У той же час письменник публікує повість „Записки на манжетах“. Майже з перших днів літературної діяльності Михайла Булгакова на нього постійно чинила тиск Російська асоціація пролетарських письменників, яка опікувалася ідеологічною чистотою мистецтва взагалі та літератури зокрема.
На початку січня 1924 року його запросили на влаштований видавцями газети „Накануне“ вечір у Бюро обслуговування іноземців. Там молодий літератор познайомився з Любов'ю Бєлозьорською, яка нещодавно повернулася з-за кордону. Через кілька місяців, у квітні, подружжя Булгакових розлучилося, а вже восени Михайло та Любов почали жити разом в Обуховому провулку, № 9. Через пів року, 30 квітня, Булгаков і Бєлозьорська офіційно зареєстрували свій шлюб. Медовий місяць молоде подружжя відсвяткувало у кримському Коктебелі, куди вони прибули на запрошення Максиміліана Волошина. 1925 року вийшла збірка сатиричних оповідань «Дьяволиада», було опубліковано повість „Фатальні яйця“, а також перше оповідання циклу „Записки юного врача“, „Стальное горло“.
В січні — березні 1925 року була написана повість „Собаче серце“ (рос. «Собачье сердце»), а 7 травня 1926 року працівники Об'єднаного державного політичного управління провели обшук у кімнаті письменника. У результаті обшуку чекісти вилучили машинописні екземпляри повісті „Собачого серця“ та щоденники. Наприкінці червня він переїхав у Малий Льовшинський провулок, № 4. Того ж року було вперше поставлено п'єсу «Дни Турбиных», у Московському художньому академічному театрі. Наприкінці серпня 1927 року сім'я знову переїхала, у нову трикімнатну квартиру на вулиці Великій Пироговській, № 35а. Тоді ж письменник завершив роботу над драмою «Біг», а також п'єсу «Зойкина квартира» у Театрі-студії Євгена Вахтангова. І відтоді прозаїка більше не публікували чи майже не публікували, у радянській пресі. У 1928 році Булгакови поїхали на Кавказ. Під час цієї своєї поїздки вони відвідали Тифліс, Батумі, Зелений Мис (нині грузинське село Мцване Контсхі), Владикавказ і Гудермес. У Москві того року відбулася прем'єра п'єси «Багровый остров». Тоді ж митець задумав написання роману, який згодом назвав „Майстер і Маргарита“, а також почав роботу над п'єсою про Мольєра («Кабала святош»).
28 лютого 1929 року Булгаков познайомився зі своєю новою майбутньою дружиною, Оленою Нюрнберг. 1929 року критика з боку більшовицької партії та її прибічників досягла свого апогею. Зі сцени була знята п'єса „Багровый остров“, «Бег», „Дни Турбиных“ і „Зойкина квартира“. А потім Головне управління з контролю за репертуаром Комітету у справах мистецтв не рекомендувало до постановки булгаковську п'єсу „Життя пана де Мольєра“. Після цього, 28 березня 1930 року, драматург написав гнівний лист у Раду народних комісарів СРСР. Як і в листі від вересня 1929 року на ім'я секретаря Центрального виконавчого комітету СРСР Авеля Єнукідзе, Михайло написав, що повна заборона його творів у СРСР робить неможливим його життя і тому просив дати дозвіл поїхати за кордон. Також прозаїк писав листи голові Центрального виконавчого комітету СРСР Михайлу Калініну, члену колегії начальнику Главмистецтва Народного комісаріату просвіти РРФСР Олексію Свідерському, Олексію Пєшкову тощо. Влада відреагувала на лист письменника: 18 квітня Булгакову особисто зателефонував секретар Центрального комітету ВКП(б) Йосип „Сталін“ Джугашвілі.
Після розмови з комуністичним діячем митця призначили режисером-асистентом Московського художнього академічного театру. 2 жовтня 1929 року письменник подав заяву про вихід зі Всеросійського союзу письменників. З літа 1930 року до 15 березня наступного року Булгаков працював у Театрі робочої молоді. 25 лютого 1931 року розірвав стосунки з Оленою Шиловською через її чоловіка Є. А. Шиловського. Однак влітку наступного року вони відновили свої стосунки. 3 жовтня Булгаков розлучився зі своєю дружиною Любов'ю Бєлозьорською, а наступного дня Шиловська та Булгаков зареєстрували свій шлюб. Наприкінці місяця Олена разом зі своїм сином Сергієм переїхала до Михайла на Велику Пироговську. 18 лютого 1934 року Булгаков переїхав на вулицю Фурманова. 4 червня того ж року його прийняли до Спілки письменників СРСР. У 1932 році показ п'єси „Дни Турбиных“ відновили і після цього до останніх років митця у нього більше не було труднощів з грошима, як у 1920-ті роки. Того ж року у художньому театрі показали інсценізацію роману Миколи Гоголя „Мертві душі“.

### Останні роки та смерть
Останні роки свого життя письменник присвятив написанню одного з основних своїх романів — „Майстер і Маргарита“. 1934 року драматург завершив перший повний варіант роману, який містив 37 глав.

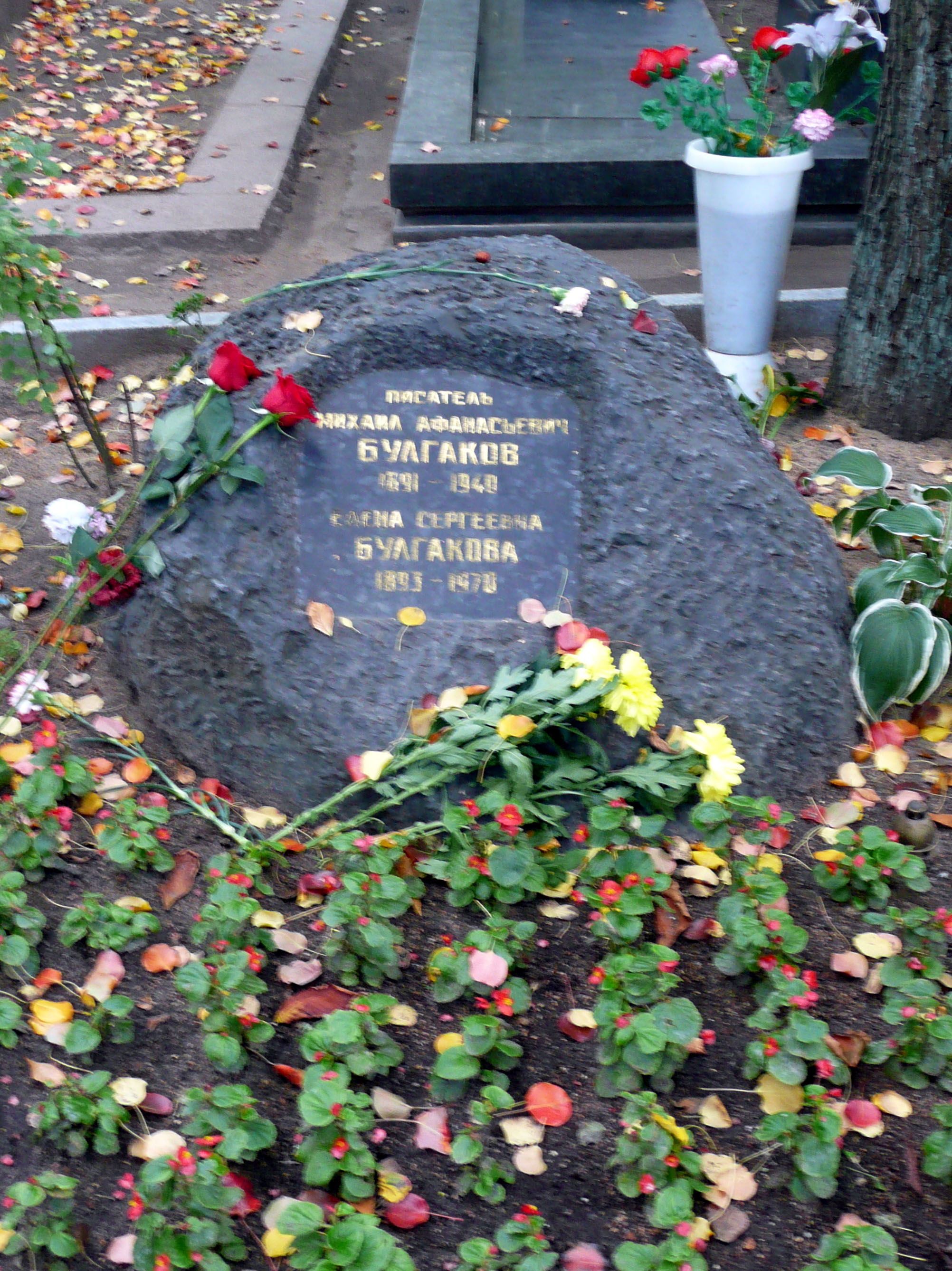
Могила Булгакова на Новодівочому цвинтарі у Москві.

Після зняття зі сцени нової булгаковської п'єси „Життя пана де Мольєра“ у Михайла стався конфлікт з керівництвом театру, внаслідок якого режисер змушений був піти з театру. Після кількох років роботи у Московському академічному театрі Булгаков майже відразу влаштувався лібретистом і перекладачем у Большой театр. 1936 року там відбулася прем'єра вистави „Життя пана де Мольєра“. Наступного 1937 року працював над лібрето „Мінін і Пожарський“ і „Петро I“, а через два роки над лібрето „Рашель“, а також над п'єсою про Йосипа „Сталіна“ Джугашвілі — „Батум“. Однак, на диво, п'єса потрапила під цензуру і була заборонена до друку та поставлення на сцені. Наприкінці 1939 року стан здоров'я письменника стрімко погіршився.
10 вересня 1939 року переїхав з дружиною до Ленінграда, а вже наступного дня у письменника різко погіршився зір. Після цього Булгаков почав надиктовувати речення свого magnum opus, „Майстер і Маргарита“, своїй дружині. У „північній столиці“ йому встановили діагноз „гіпертонічний нефросклероз“, який був і в його батька. Через кілька днів Михайло Булгаков повернувся до Москви, де консиліум лікарів підтвердив діагноз ленінградських колег. Наприкінці року письменник вирушив у Підмосков'я, у санаторій Барвиха, де перебував на лікуванні.
З лютого 1940 року друзі та родичі чергували біля ліжка митця, який дуже страждав від болю у нирках. Помер 10 березня 1940 року у Москві о 16:39. 11 березня у будівлі Спілки письменників СРСР відбулася громадська панахида перед якою московський скульптор Сергій Меркуров зняв з обличчя Михайла Булгакова посмертну маску. 12 березня відбулися кремація та поховання на Новодівочому цвинтарі у Москві.

## Літературна творчість

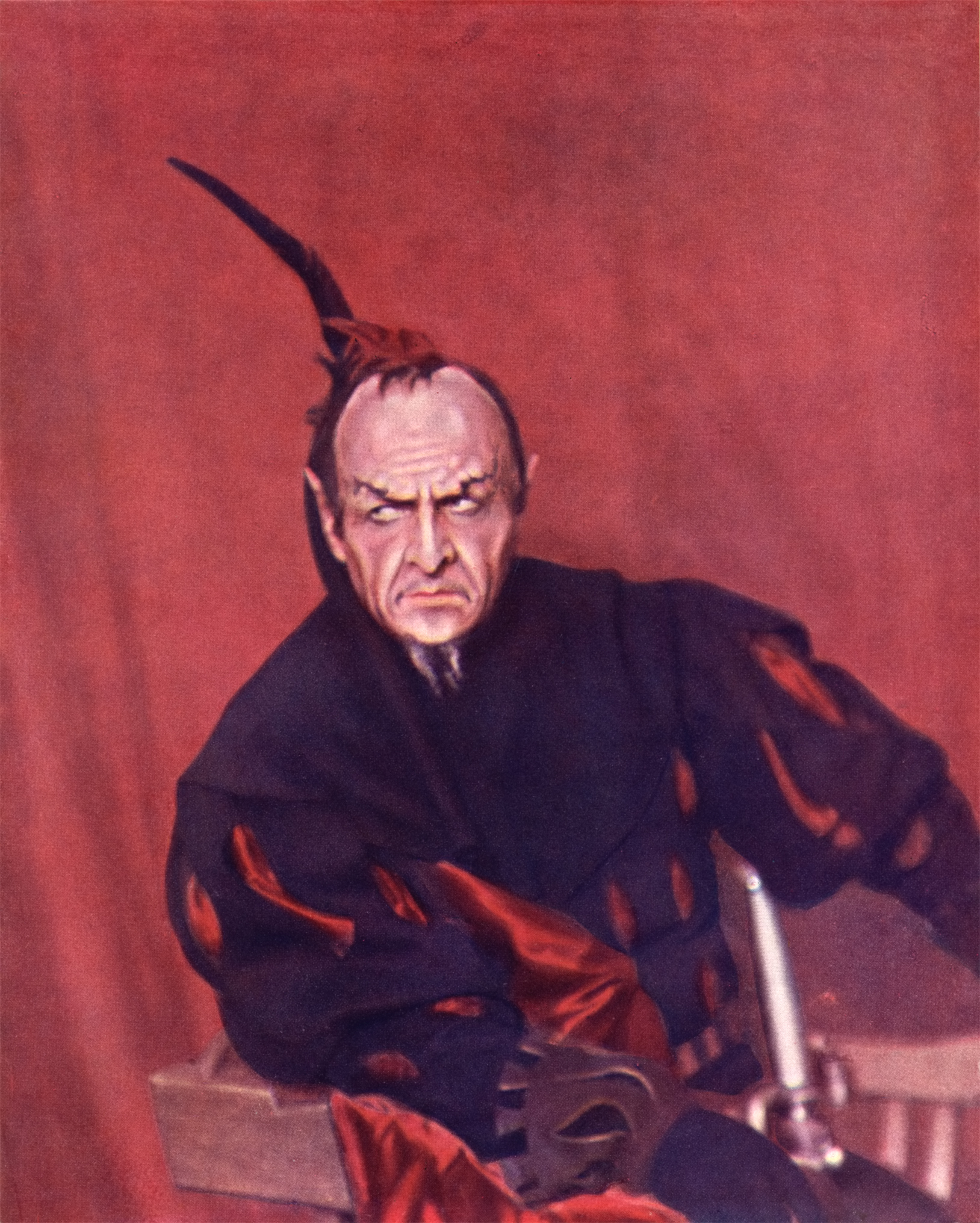
Федір Шаляпін в образі Мефістофеля, фото Сергія Прокудіна-Горського, 1915 рік.

### Стиль
У своїй творчості Булгаков неодноразово зображав автобіографічні елементи. Зокрема, свою матір, Варвару Михайлівну, Михайло Опанасович зобразив у романі „Белая гвардия“. Будинок, де жили Булгакови, на Андріївському узвозі № 13, він описав у романі «Дни Турбиных». Деякі літературознавці зазначають, що Булгаков, коли писав роман „Майстер і Маргарита“, образ Воланда узяв з ролі Мефістофеля у виконанні Федора Шаляпіна, виступи якого він бачив у київських театрах. А образом Маргарити стала третя дружина письменника — Олена Сергіївна.
Період, коли майбутній письменник займався медициною, він описав в образах персонажу повісті Фатальні яйця, професора Пєрсікова та Пилипа Пилиповича у повісті „Собачье сердце“. Вже у період роботи у „російській глубинці“, у Вязьмі, де він працював завідувачем інфекційного та венерологічного відділення міської земської лікарні, Булгаков зобразив свого персонажа у циклі оповідань „Записки юного врача“. Головний герой був протеже самого Михайла Опанасовича — чесного лікаря, який рятував хворих у безнадійних ситуаціях.
Після переїзду у Москву Булгакови зблизилися зі знайомими Земських — Вірою Федорівною й Іваном Павловичем Крєшковим. Останні мешкали на Патріарших прудах, на вулиці Малій Бронній, № 32, де разом із родиною Булгакових проводили спіритичні сеанси.
Вважають, що у деяких своїх „містичних“ творах Михайло Булгаков використовував, як літературні джерела: оперу „Фауст“, написану Шарлем Ґуно, містичну прозу Олексія Толстого, а також філософську прозу Анатоля Франса. Булгаков також і сам стверджував, що орієнтувався на творчість Герберта Веллса. Фантастичні ідеї останнього він використав у повістях „Роковые яйца“ та „Собачье сердце“, а також у п'єсі «Адам и Ева». Письменник також використовував образи творчості Жюля Верна, Редьярда Кіплінга, Андрія Бєлого, Йоганна Вольфганга фон Гете, Федіра Достоєвського та Чарльза Метьюріна. Можливо, найбільше значення у літературі Булгакова відіграв Микола Гоголь.

### Відносини з радянською владою
Наприкінці 1920-х років радянська влада цензурувала твори Михайла Опанасовича. Зокрема, були зняти зі сцени п'єси «Багровый остров», «Зойкина квартира» та „Дни Турбиных“. Основну роль у забороні булгаковських робіт відіграло Головне управління контролю за репертуаром Комітету у справах мистецтв, яке також не рекомендувало постановку п'єсу „Жизнь господина де Мольера“. У зв'язку з цим драматург писав листи до владних структур. Так у вересні 1929 року Булгаков написав листа на ім'я секретаря Центрального виконавчого комітету СРСР, Авеля Єнукідзе. Потім 28 березня 1930 року, драматург написав гнівний лист раді народних комісарів СРСР, який, на відміну від інших, спрацював. 18 квітня Булгакову особисто подзвонив секретар Центрального комітету ВКП(б), Йосип „Сталін“ Джугашвілі. У наступні роки Михайло Опанасович неодноразово писав листи головному партійному діячеві країни. Однак, вони залишилися без відповіді. А у 1931 році Булгаков просив про особисту зустріч з, так званим, „Батьком народів“, але як і до того відповідь не прийшла. У 1935 році письменник разом з Анною Ахматовою написав листа на захист її чоловіка та сина. А вже через три роки, у 1938 році, драматург написав листа на захист свого друга, Миколи Ердмана.
У період „Хрущовської відлиги“ почали публікувати твори письменника, які у час „сталінізму“ були заборонені. Зокрема, „Майстер і Маргарита“ та інші роботи Булгакова.

## Погляди
Булгаков був симпатиком білогвардійців, мав шовіністичні, русофільські, українофобські погляди та був противником незалежності України і українського національного руху.

### Погляди на Росію
За оцінками різних дослідників біографії Булгакова, він був російським патріотом та прихильником російського монархізму. Так сталося, що він жив в одні з найбільш буремних часів російської та української історій. Лютнева революція ознаменувала падіння Російської імперії. Згодом він писав, що з революцією „раптово та грізно наступила історія“.

### Погляди на Україну
Хоч Булгаков ніколи не приховував своєї імперської позиції щодо України, він, як очевидець подій 1918—1919 рр. у Києві, показав у своїх творах («Біла гвардія» і «Дні Турбіних») те піднесення, яке опанувало українським суспільством під час здобуття незалежності та постання Української Народної Республіки. Так на сторінках цих творів, разом з виразно гротескним зображенням таких постатей української політики тих часів, як гетьман Скоропадський, Симон Петлюра, полковник Болбочан, містяться й правдиві описи тогочасних подій.
Булгаков написав про українські сили, які брали участь у здобутті незалежності таке:
|  | Були десятки тисяч людей, які повернулися з війни і вміють стріляти... - А вивчили самі ж офіцери за наказом начальства! Сотні тисяч гвинтівок, закопаних у землю, схованих у клунях і коморах і не зданих, незважаючи на швидкі на руку військово-польові німецькі суди, прочуханки шомполами і стрілянину шрапнелями, мільйони патронів в тій же землі, і тридюймові гармати в кожному п'ятому селі, і кулемети в кожному другому, у всякому містечку склади снарядів, цейхгаузи з шинелями і папахами. І в цих же містечках народні вчителі, фельдшери, однодворці, українські семінаристи, які волею долі стали прапорщиками, здоровенні сини бджолярів, штабс-капітани з українськими прізвищами... всі говорять українською мовою, всі люблять Україну чарівну, уявну, без панів, без офіцерів-москалів, - і тисячі колишніх полонених українців, що повернулися з Галичини. Це доважкою до десятків тисяч мужиків?... О-го-го! |

Были десятки тысяч людей, вернувшихся с войны и умеющих стрелять...
— А выучили сами же офицеры по приказанию начальства!
Сотни тысяч винтовок, закопанных в землю, упрятанных в клунях и коморах и не сданных, несмотря на скорые на руку военно-полевые немецкие суды, порки шомполами и стрельбу шрапнелями, миллионы патронов в той же земле, и трехдюймовые орудия в каждой пятой деревне, и пулеметы в каждой второй, во всяком городишке склады снарядов, цейхгаузы с шинелями и папахами.
И в этих же городишках народные учителя, фельдшера, однодворцы, украинские семинаристы, волею судеб ставшие прапорщиками, здоровенные сыны пчеловодов, штабс-капитаны с украинскими фамилиями... все говорят на украинском языке, все любят Украину волшебную, воображаемую, без панов, без офицеров-москалей, — и тысячи бывших пленных украинцев, вернувшихся из Галиции.
Про Симона Петлюру Булгаков писав таке:
|  | Симон. Та не було його. Не було. Так, нісенітниця, легенда, міраж. Просто слово, в якому злилися і невситима лють, і жага мужицької помсти, і сподівання тих вірних синів своєї соняшникової, спекотної України, що ненавидять Москву, яка б вона не була - більшовицька, царська або ще якась. |

Письменник зображав протистояння росіян та українців, як зіткнення високої культури та нікчемного варварства.
У п'єсі «Дні Турбіних» Булгаков показує українців, як тих хто створює новий світ та тероризує «російське населення своєю мерзенною мовою», якої й «на світі не існує». В оповіданні «Я вбив» абсолютно всі українськомовні персонажі — юдофоби, садисти, злочинці чи виконувачі їхніх наказів.

## Родина та особисте життя
Батьком Михайла Булгакова був Опанас Іванович (рос. Афанасий Иванович), що працював викладачем Київської духовної академії, самостійно утримуючи велику сім'ю. Опанас Іванович народився 1859 року у сім'ї сільського священника та майбутньої хрещеної мати Михайла Опанасовича, Олімпіади Федорівни. Паралельно з викладацькою діяльністю Булгаков-старший працював у місцевій цензурі та мав чин статського радника, що означало надання спадкового дворянства.
Мати, Варвара Михайлівна (рос. Варвара Михайловна; нар. 1870 — пом. 1 лютого 1922), займалася вихованням свої дітей. Вона була донькою протоієрея Казанського собору у місті Карачев, Орловського повіту, Михайла Покровського. З тієї ж губернії були родом батьки Михайла Опанасовича. Йому мати прищепила любов до музики та літератури. За спогадами тих, хто знав Варвару Михайлівну, відзначали, що вона була гарною мамою, а також добрим вихователем, могла зайняти якимось ділом, вважаючи, що людям не можна байдикувати.
У сім'ї Варвари Михайлівни було семеро дітей: Михайло, Віра (нар. 1892), Надія (нар. 1895), Варвара (нар. 1895), Микола (нар. 1898), Іван (нар. 1900), Віра (нар. 1902). Після смерті чоловіка, 14 (27) березня 1907 року, Варвара Михайлівна вийшла заміж за Івана Павловича Воскресенського.
Першою дружиною письменника стала Тетяна Миколаївна Лаппа, яка походила з сім'ї спадкових дворян, донька голови Саратовської казенної палати.
Другою дружиною Михайла Опанасовича стала Любов Євгенівна Бєлозьорська.
А третьою й останньою дружиною Булгакова стала Олена Сергіївна Шиловська (до шлюбу Нюрнберг). Їй Михайло Опанасович присвятив свій роман «Тайному другу». Вона була вірним другом і помічником письменника. Після його смерті вона зробила багато для видання творів чоловіка, зокрема роману Майстер і Маргарита".

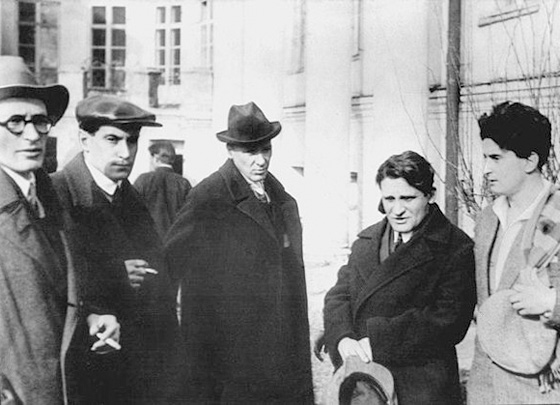
Поховання Володимира Маяковського, 17 квітня 1930 року. Зліва направо: Ієхієл-Лейб Файнзільберг, Валентин Катаєв, Михайло Булгаков, Юрій Олеша.

Булгаков був також хресним батьком своєї племінниці, дочки сестри Надії, Олени Андріївни Земської. За спогадами останньої Михайло любив влаштовувати вдома театральні вистави. Також у них було заведено ставити маленькі вистави-шаради, дорослі діти надавали уроки молодшим, навіть, мали учнів, які до них спеціально для цього приходили. Вони часто ходили в оперу, у драматичний театр тощо. Діти також полюбляли книги. У дачній бібліотеці Булгакових були книги англійською, французькою та німецькою мовами. Ще у дитинстві найулюбленішими письменниками Михайла Булгакова були Джеймс Фенімор Купер, Жюль Верн, Даніель Дефо. Іноземні мови знали усі діти родини та вважалось якось неможливим, щоб людина знала лише російську та українську мови.

## Вшанування пам'яті
Щороку в день народження письменника, 15 травня, у місті Буча, де колись була дача сім'ї Булгакових, проходило вшанування пам'яті письменника. Деякі бучанці прибирали біля пам'ятного знака, присвяченому російському драматургу поблизу колишньої дачі сім'ї, встановленого в 1991 році з нагоди 100-річчя письменника Українським товариством пам'яток історії та культури. 15 травня 2004 року у Москві на вулиці Велика Садова, № 10 відкрився Культурно-просвітній центр, музей-театр «Булгаковский Дом». На відкритті центру були присутні більше 500 людей, включаючи діячів культури, булгаковознавців, акторів місцевих театрів, художників, представників інтелігенції та шанувальників творчості письменників. Згідно з інформацією з офіційного сайту культурного центру його щотижня відвідують тисячі людей. У 2011 році на базі культурного центру було відкрито Театр імені М. О. Булгакова.
У 2005 році, згідно з рішенням депутатів Київської обласної ради, у Києві з'явилася вулиця Булгакова. У ювілейному 2006 році, на 115-річчя митця Київська обласна рада V-го скликання одностайно ухвалила рішення «Про збереження культурної та історичної спадщини, та створення історико-ландшафтного парку (заповіднику) садиби відомого письменника М. О. Булгакова». Згодом історико-ландшафтний парк внесли до переліку нерухомих пам'яток Київської області під порядковим № 1166 для занесення до Державного реєстру нерухомих пам'яток України. 19 жовтня 2009 року у Києві відкрили перший пам'ятник в Україні, присвячений Булгакову. Його встановили на Андріївському узвозі, № 13, де колись жив письменник. У відкритті пам'ятника узяв участь тодішній міський голова Леонід Черновецький. Авторами монументу стали заслужений художник України Микола Рапай, а також заслужений архітектор України В'ячеслав Дормидонтов.
У травні 2023 року в Києві, на стіні Музею Булгакова філії Музею історії Києва було встановлено нову меморіальну дошку на честь Михайла Булгакова.

## Оцінка Українського інституту національної пам'яті (УІНП)
4 квітня 2024 року експерти Українського інституту національної пам'яті (УІНП) визнали російського письменника Михайла Булгакова українофобом та імперцем за світоглядом. Тому топоніми та пам'ятники, присвячені йому, можуть вважатися символікою російської імперської політики, а їхнє перебування у публічному просторі — пропагандою країни-агресорки .

### Дерусифікація
У рамках дерусифікації було демонтовано меморіальну дошку з фасаду КНУ імені Тараса Шевченка у серпні 2022 року.
19 серпня 2022 року у місті Буча демонтовано пам'ятний знак.
2 вересня 2022 року було демонтовано меморіальну дошку з Національного медичного університету імені Богомольця.
5 вересня 2022 року було демонтовано меморіальну дошку у місті Кам'янець-Подільський.
6 вересня 2022 року демонтована анотаційна дошка щодо хрещення Михайла Булгакова на стіні Хрестовоздвиженської церкви у Києві.
6 листопада 2022 року у місті Буча демонтовано пам'ятний знак на місці садиби Булгакова.
10 листопада 2022 року у місті Чернівці демонтовано меморіальну дошку.
19 січня 2023 року в місті Ізюм вулицю Булгакова перейменували на вулицю Сергія Нігояна.
8 лютого 2024 року у місті Буча вулицю Михайла Булгакова перейменували на вулицю Інелли Огнєвої, а сквер імені Михайла Булгакова на сквер Мистецький.

## Позиція Літературно-меморіального музею М. Булгакова
8 квітня 2024 року Літературно-меморіальний музей М. Булгакова висунув зауваження щодо висновку експертів Українського інституту національної пам'яті  . В них музей наголошує на ненауковості висновку, оскільки той має ознаки явної емоційної забарвленості, містить фактологічні помилки, маніпуляції, і «є по суті компіляцією з декількох публікацій різних авторів за попередні роки без посилань на першоджерела». 
У тексті Висновку наявне випадкове, або зумисне змішування жанрів. Тут наведено, (хоч і не повною мірою) елементи аргументації і доказовості (наприклад, посилання на словник, факти біографії тощо), що мало б бути характерним для повного експертного дослідження. Разом з тим, присутні і оціночні судження які могли б бути висновками, але вони надлишкові та емоційні та передують аргументам, а не завершують їх. Підсумкові ж висновки документа, не тільки не аргументовані, але і не деталізовані, і не містять рекомендацій щодо умов обставин їх застосування.
Наведені аргументи стосовно постаті, творчості М. Булгакова явно перебільшені, тенденційні, поверхневі, не базуються на джерелах або спотворюють їх. Метафорична, емоційно-категорична подача тез говорить більше про особисту неприязнь та тенденційність сприйняття авторів, аніж про наукову, фахову експертизу.
Також наголошується, що в публічному доступі відсутній повний текст дослідження, автори якого до того ж не є фахівцями з визначеної теми, і не запрошували до експертизи наукових співробітників музею, ігнорували історичний контекст, натомість прямо порівнюючи М. Булгакова з сучасними російськими ідеологами і пропагандистами. Також музеєм наводяться контраргументи на цитати і твердження, наведені у висновку експертів УІНП, деякі з яких прямо названі фейками. Наприклад, інтерпретація оповідання "Я вбив" ("Я убил") як такого, що "містить ідеологію фашизму: пораненого військового лікаря-українця лише за його національну приналежність убиває персонаж-лікар, альтер еґо Булгакова".
Оповідання «Я вбив» («Я убил») не містить ідеології фашизму. Воно не пропагує ані політичний режим (жоден), ані ідею радикальної авторитарної імперіалістичної ідеології, ані культ особи чи мілітаризм, тоталітаризм, імперіалізм, ідею єднання нації й держави проти ворогів.

Герой-лікар вбиває не «лікаря-українця», а офіцера, і не за його національну приналежність, а за його жорстокість по відношенню до цивільних, зокрема – до жінки.
В підсумку зазначається, що "імʼя в назві музею і памʼятник – у місті, де він народився і жив – ознака не глорифікації, а чітке означення власного українського (на відміну від привласненого Москвою), права на бренд Булгакова, на критичне розкриття його творчості, його біографії на тлі української історії."

## Переклади українською
- Михаїл Булгаков.  Майстер і Марґарита . Переклад з російської: Микола Білорус; передмова: Н. П. Євстаф'єва; художник: Б. П. Бублик, С. І. Правдюк. Харків: Фоліо, 2005. 415 с. ISBN 966-03-2965-2 (Бібліотека світової літератури)
  - (перевидання) Михаїл Булгаков Майстер і Марґарита. Переклад з російської: Микола Білорус; передмова і примітки: Н. П. Євстаф'єва. Інститут літератури імені Т. Г. Шевченка НАН України. Харків: Фоліо, 2006. 416 с. ISBN 966-03-3336-6 (Бібліотека світової літератури)
  - (перевидання) Михаїл Булгаков Майстер і Марґарита. Переклад з російської: Микола Білорус. Харків: Фоліо, 2017. 416 с. ISBN 978-966-03-7773-8 (Шкільна бібліотека української та світової літератури)
  - (перевидання) Михаїл Булгаков Майстер і Марґарита. Переклад з російської: Микола Білорус. Харків: Фоліо, 2017. 416 с. ISBN 978-966-03-7772-1 (Бібліотека світової літератури)
- Михаїл Булгаков. Майстер і Маргарита. На українську переклав, упроводом та коментарями спорядив Юрій Некрутенко. Львів: Кальварія, 2006. — 432 с. — ISBN 966-663-198-9
  - (перевидання) Михаїл Булгаков. Майстер і Маргарита. Роман українською в правописі 1928 року та Екзегеза — кодекс фактографічних коментарів з ілюстраціями. Юрій Некрутенко. — Київ: видавництво Агенції MSBrand Corporation, 2008. 528 сторінок. ISBN 978-966-663-256-5. (Літературно-наукове видання)
- Михаїл Булгаков.  Собаче серце . Переклад з російської: Світлана Андрющенко. Київ: Форс (ЕКСМО Україна), 2017. 128 стор. ISBN 978-617-7347-49-0 (Серія «Читака»)
- Михайло Булгаков. Був травень [Архівовано 20 травня 2022 у Wayback Machine.](укр.)
- Михайло Булгаков. Єгипетська мумія [Архівовано 1 грудня 2019 у Wayback Machine.](укр.)
- Михайло Булгаков. Київ-місто [Архівовано 20 травня 2022 у Wayback Machine.](укр.)
- Михайло Булгаков. Походеньки Чичикова [Архівовано 20 травня 2022 у Wayback Machine.](укр.)
- Михайло Булгаков. Псалом [Архівовано 20 травня 2022 у Wayback Machine.](укр.)
- Михайло Булгаков. Прийдешні перспективи [Архівовано 1 грудня 2019 у Wayback Machine.](укр.)
- Михайло Булгаков. Свято з сифілісом [Архівовано 29 листопада 2019 у Wayback Machine.](укр.)
- Михайло Булгаков. У кав'ярні [Архівовано 1 грудня 2019 у Wayback Machine.](укр.)